# Acrobatic Dog-Fight
Acrobatic Dog-Fight is een 2D-shoot 'em up-arcadespel van het Japanse bedrijf Technos uit 1984. Het spel speelt zich af in een tweedimensionaal scrollend luchtruim. De speler kan het vliegtuig in 8 richtingen sturen. 

## Spelbesturing
De speler bestuurt een vliegtuig en moet aan een einddoel geraken. Tijdens de vlucht voert hij een dogfight uit en moet dusdanig vijandige vliegtuigen neerschieten. Wanneer de brandstof van het vliegtuig op is, zal het crashen. De speler kan zichzelf redden door tijdig een vijandig vliegtuig te kapen om er vervolgens mee verder te vliegen. Als alternatief kan hij ook een parachute gebruiken om een crashend vliegtuig te verlaten. Eenmaal op de grond zal de piloot automatisch een vliegtuig aan begane grond instappen en vertrekken. Het aantal keer de speler een vliegtuig kan kapen en een parachute kan gebruiken, is beperkt. Wanneer het vliegtuig van de speler geraakt wordt, zal het ontploffen en is het spel afgelopen. Het spel is ook afgelopen nadat de speler met zijn vliegtuig is gecrasht.